# Uragano Dorian
L'uragano Dorian è stato un potente e distruttivo uragano atlantico di categoria 5 che nel settembre del 2019 ha devastato le Bahamas nord-occidentali e causato danni significativi negli Stati Uniti sud-orientali e nel Canada atlantico.
In totale, l'uragano Dorian ha causato oltre 5 miliardi di dollari di danni, di cui 3,4 nelle Bahamas. Il reale numero delle vittime nelle Bahamas non è noto, secondo il Bahamas Weather Service, ad aprile 2020, i decessi confermati erano 74, mentre 245 persone risultavano ancora disperse; il ministero della salute stima invece le vittime dell'uragano in oltre 200. Negli Stati Uniti le vittime, tutte indirette, sono state 4: tre in Florida e una in Carolina del Nord.
Il 17 marzo 2021, l'organizzazione meteorologica mondiale ha ritirato il nome Dorian a causa della grande quantità di danni e vittime causate, e non sarà quindi mai più usato per altri uragani atlantici. È stato sostituito con il nome Dexter, che verrà usato per la prima volta durante la stagione degli uragani atlantici del 2025.

## Storia della tempesta

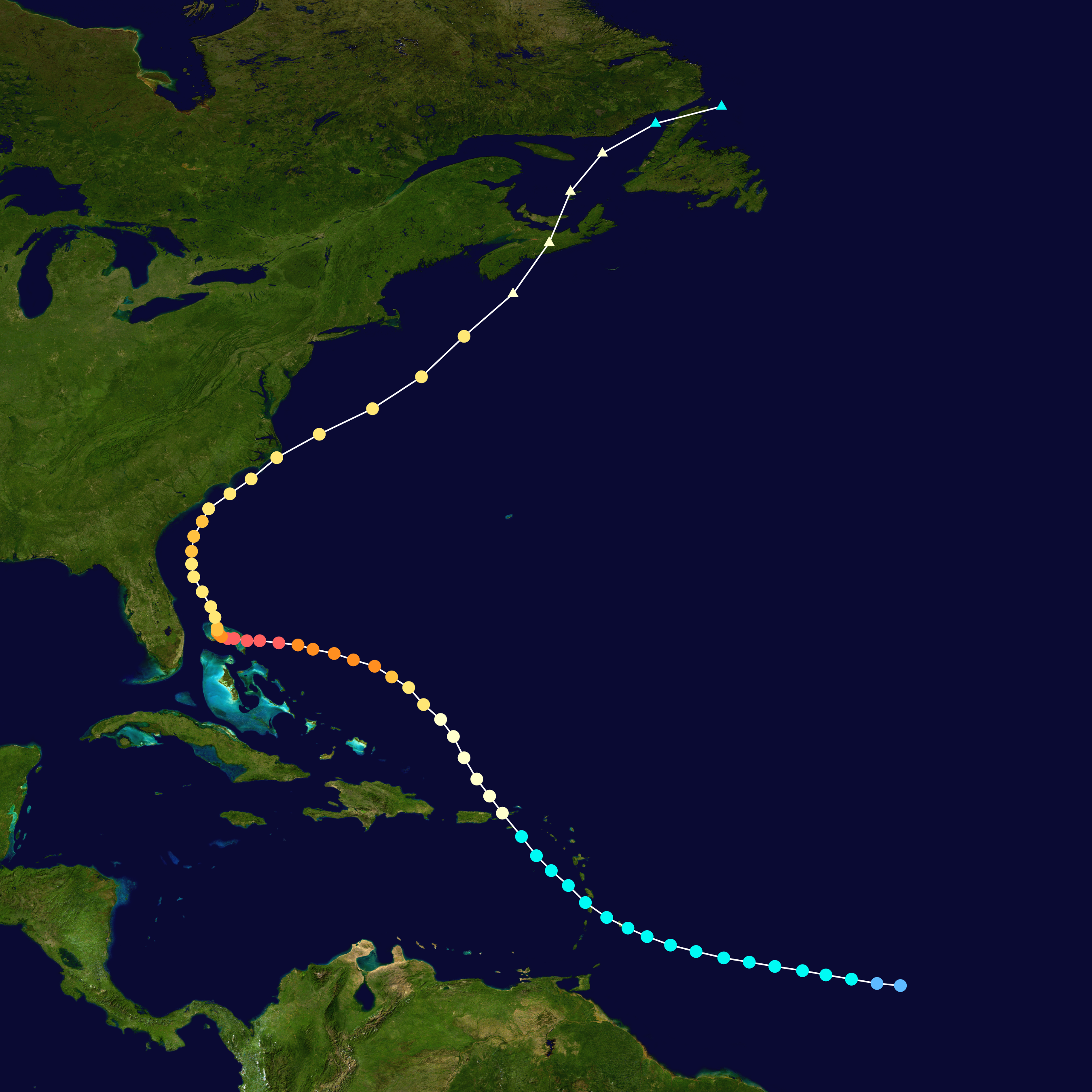
Mappa dell'intensità dell'uragano Dorian lungo il suo percorso

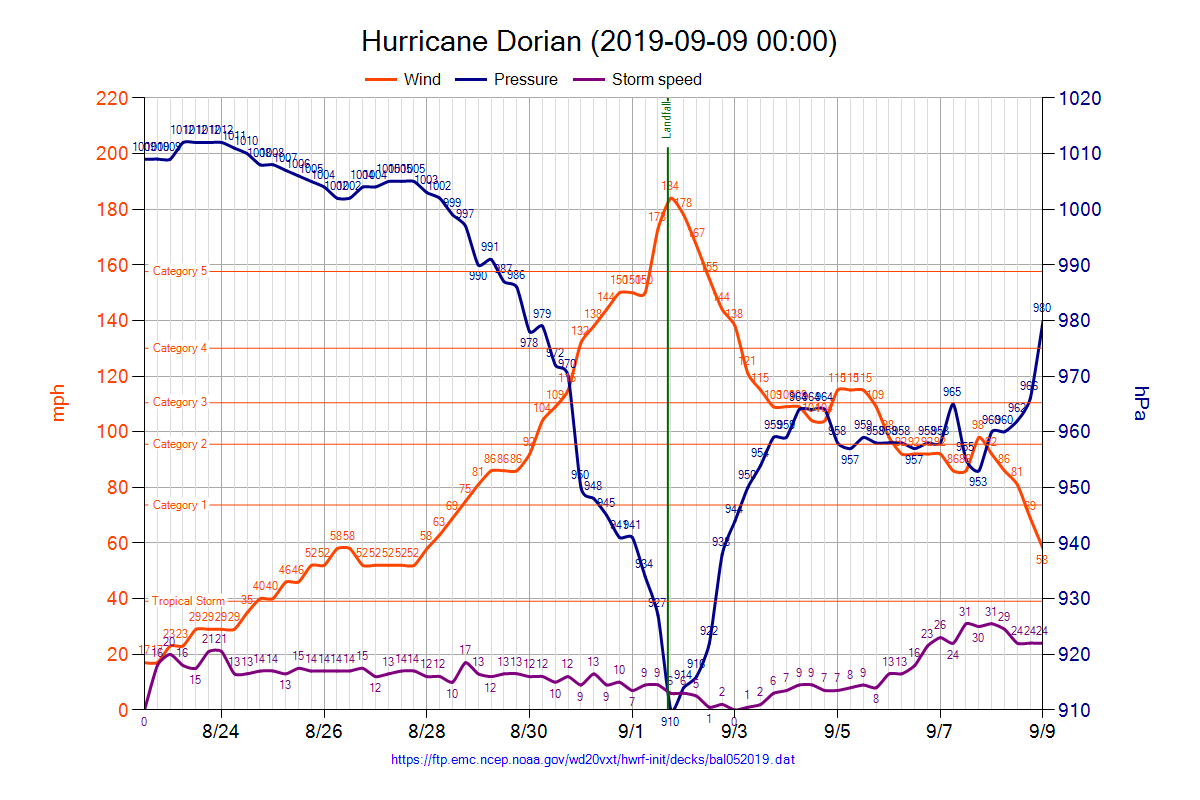

Il 23 agosto 2019 il National Hurricane Center ha iniziato a monitorare un'onda tropicale posta a circa 2500 km ad est-sudest delle Isole Sopravento Meridionali e in movimento verso ovest ad una velocità di circa 24 km/h Il 24 agosto, la perturbazione ha sviluppato una definita circolazione superficiale, come rilevato da uno scatterometro satellitare, e alle 15:00 UTC dello stesso giorno, mentre si trovava 1295 km ad est-sudest di Barbados, è stata ufficialmente classificata dal NHC come depressione tropicale cinque. Sei ore più tardi la depressione si è rafforzata a tempesta tropicale, ricevendo il nome Dorian. Inizialmente la tempesta è stata colpita da correnti di aria secca che hanno reso la convezione instabile, il 26 agosto Dorian ha tuttavia iniziato a rafforzarsi, raggiungendo venti di 95 km/h e aumentando leggermente di dimensioni.
Nella notte tra il 26 e il 27 agosto, la tempesta è passata sopra l'isola di Barbados, per poi dirigersi verso nord-ovest in direzione di Saint Lucia, attraversata dalla tempesta la mattina del 27 agosto. Dorian è quindi passata ad ovest delle Isole Sopravento Settentrionali, investendo con venti da tempesta tropicale e forti piogge Martinica e Guadeloupe, per poi dirigersi verso Porto Rico e le Isole Vergini Americane. Il 28 agosto alle 18:00 UTC, mentre si trovava sopra Saint Thomas, Dorian è diventata un uragano di categoria 1 sulla scala Saffir-Simpson, con venti di 120 km/h. La tempesta ha quindi iniziato a muoversi su zone con condizioni ambientali più favorevoli, dove una fase di rapida intensificazione ha portato Dorian a diventare un uragano di categoria 3 alle 18:00 UTC del 30 agosto, con venti di 185 km/h ed una pressione atmosferica centrale minima di 970 mbar.

Sequenza di immagini satellitari di Dorian dopo l'approdo nelle Bahamas.

Alle 00:30 UTC del 31 agosto, Dorian è diventato un uragano di categoria 4 con venti di 215 km/h, e poco dopo ha iniziato a deviare verso ovest, dirigendosi verso le Bahamas. Alle 12:00 UTC del 1º settembre, Dorian, posizionato ad appena 55 km ad est dalle isole bahamensi del Grande Abaco, si è rafforzato ulteriormente, diventando un pericoloso uragano di categoria 5 con venti di 260 km/h. Poco dopo le 16:45 UTC, momento dell'approdo di Dorian ad Elbow Cay, nei pressi di Hope Town, l'uragano ha raggiunto il suo picco di intensità, arrivando a sostenere venti di 295 km/h e una pressione centrale minima di 910 mbar, che lo hanno reso il più forte a colpire le Bahamas in tempi moderni ed uno dei più intensi mai registrati nell'oceano Atlantico. Alle 02:00 UTC del 2 settembre, Dorian ha effettuato un secondo approdo su Grand Bahama, ad un'intensità simile e con raffiche di vento oltre i 350 km/h. Dopo l'approdo, Dorian, muovendosi ad una velocità di appena 1,6 km/h, è rimasto quasi immobile sopra Grand Bahama per oltre 24 ore, mentre contemporaneamente il ciclo di sostituzione dell'eyewall e l'upwelling lo hanno portato ad indebolirsi prima ad uragano di categoria 4 alle 15:00 UTC del 2 settembre e poi di categoria 3 alle 05:00 UTC del 3 settembre.
Alle 15:00 UTC del 3 settembre, Dorian si è ulteriormente indebolito ad uragano di categoria 2 ed ha iniziato a muoversi verso nord-ovest, per poi risalire lungo la costa della Florida nel corso del 4 settembre. Alle 18:00 UTC del 4 settembre, l'uragano era localizzato 185 km al largo di Jacksonville, e alle 03:00 UTC del 5 settembre, mentre si dirigeva verso la Carolina del Sud, Dorian si è nuovamente rafforzato ad uragano di categoria 3. Dorian ha quindi iniziato ad indebolirsi gradualmente mentre si muoveva lungo la costa della Carolina del Sud e alle 15:00 UTC è stato declassato ad uragano di categoria 2 e poi ad uragano di categoria 1 in serata, quando ha iniziato ad accelerare verso nord-est in direzione della Carolina del Nord. Alle 12:35 UTC del 6 settembre Dorian è approdato in Carolina del Nord nei pressi di Capo Hatteras.
La mattina del 7 settembre, Dorian ha iniziato ad acquisire alcune caratteristiche tipiche dei cicloni extratropicali, l'occhio è scomparso dalle immagini satellitari e la tempesta ha assunto una struttura più asimmetrica. Alle 18:00 UTC, Dorian è ridiventato un uragano di categoria 2, come evidenziato da uno scattometro che ha riportato venti compresi tra i 145 e i 160 km/h, e tre ore più tardi ha completato la transizione a ciclone extra-tropicale, perdendo qualsiasi caratteristica tropicale. Alle 22:15 UTC, Dorian è approdato nei pressi di Sambro Creek, nella provincia canadese della Nuova Scozia, con venti fino a 155 km/h.

## Preparazione

### Bahamas
Secondo le previsioni del National Hurricane Center del 28 agosto, Dorian avrebbe colpito le Bahamas come uragano maggiore. La sera del 30 agosto, il governo delle Bahamas ha emesso un'allerta uragano per le Bahamas nord-occidentali, incluse le isole Abaco, Berry Islands, Bimini, Eleuthera, Grand Bahama e New Providence. Il 31 agosto, mentre Dorian continuava ad intensificarsi, evacuazioni volontarie sono state avviate per i residenti delle isole Abaco e di Grand Bahama, e nelle aree costiere più basse i funzionari governativi sono andati porta a porta per esortare i residenti ad evacuare verso l'entroterra. Gran parte dei villaggi turistici sono stati costretti a chiudere, così come le scuole e gli uffici governativi. Nove rifugi sono stati allestiti a Grand Bahama e 15 nelle isole Abaco. Gli aeroporti delle isole Abaco, di Grand Bahama e di Bimini sono stati chiusi entro il 1º settembre e a tutti gli impiegati governativi è stato ordinato di rimanere in casa non appena i venti avessero raggiunto i 64 km/h. Il primo ministro Hubert Minnis ha avvertito la gente di «non essere sciocca e cercare di sfidare questo uragano», aggiungendo che «coloro che si rifiutano di evacuare si stanno mettendo in grave pericolo a causa di questo uragano molto potente e potenzialmente letale».

## Impatto

### Piccole e Grandi Antille
A partire dal 26 agosto, Dorian ha iniziato ad interessare con venti da tempesta tropicale le Piccole Antille. A Barbados sono stati registrati in generale pochi danni, i venti, che hanno raggiunto gli 89 km/h, hanno abbattuto alcuni alberi e linee elettriche e una parte dei residenti nella parte meridionale dell'isola ha subito interruzioni nell'erogazione di energia e acqua corrente. Isolate interruzioni di corrente elettrica si sono verificate anche a Saint Lucia. In Martinica, le forti piogge, fino a 102 mm a Rivière-Pilote, e venti di 98 km/h hanno causato alcuni danni, circa 4 000 utenze sono rimaste senza corrente elettrica ed alcune abitazioni ed attività commerciali di Rivière-Pilote sono state interessate da inondazioni. In Dominica le forti piogge hanno lasciato diverse comunità senza energia ed acqua, mentre a Guadeloupe si sono registrati accumuli fino a 121 mm nei pressi di Matouba.
Il 28 agosto le Isole Vergini Americane sono state colpite da venti di uragano e forti piogge, su Buck Island sono stati registrati venti di 132 km/h con raffiche fino a 179 km/h e a Saint Thomas le raffiche hanno raggiunto i 121 km/h. Un black out totale ha interessato le isole di Saint Thomas e Saint John, mentre 25 000 utenze sono rimaste senza energia elettrica a Saint Croix. Lungo le coste, più barche hanno rotto gli ormeggi e sono state trascinate a riva. Nelle Isole Vergini britanniche alcune inondazioni hanno colpito Tortola e la caduta di alberi ha tolto la corrente a diversi residenti di Virgin Gorda. Su Porto Rico gli effetti di Dorian sono stati molto limitati, raffiche di vento di 100 km/h e 56 km/h sono state registrate rispettivamente a Culebra e San Juan, e 23 000 abitazioni sono rimaste senza corrente elettrica.

### Bahamas

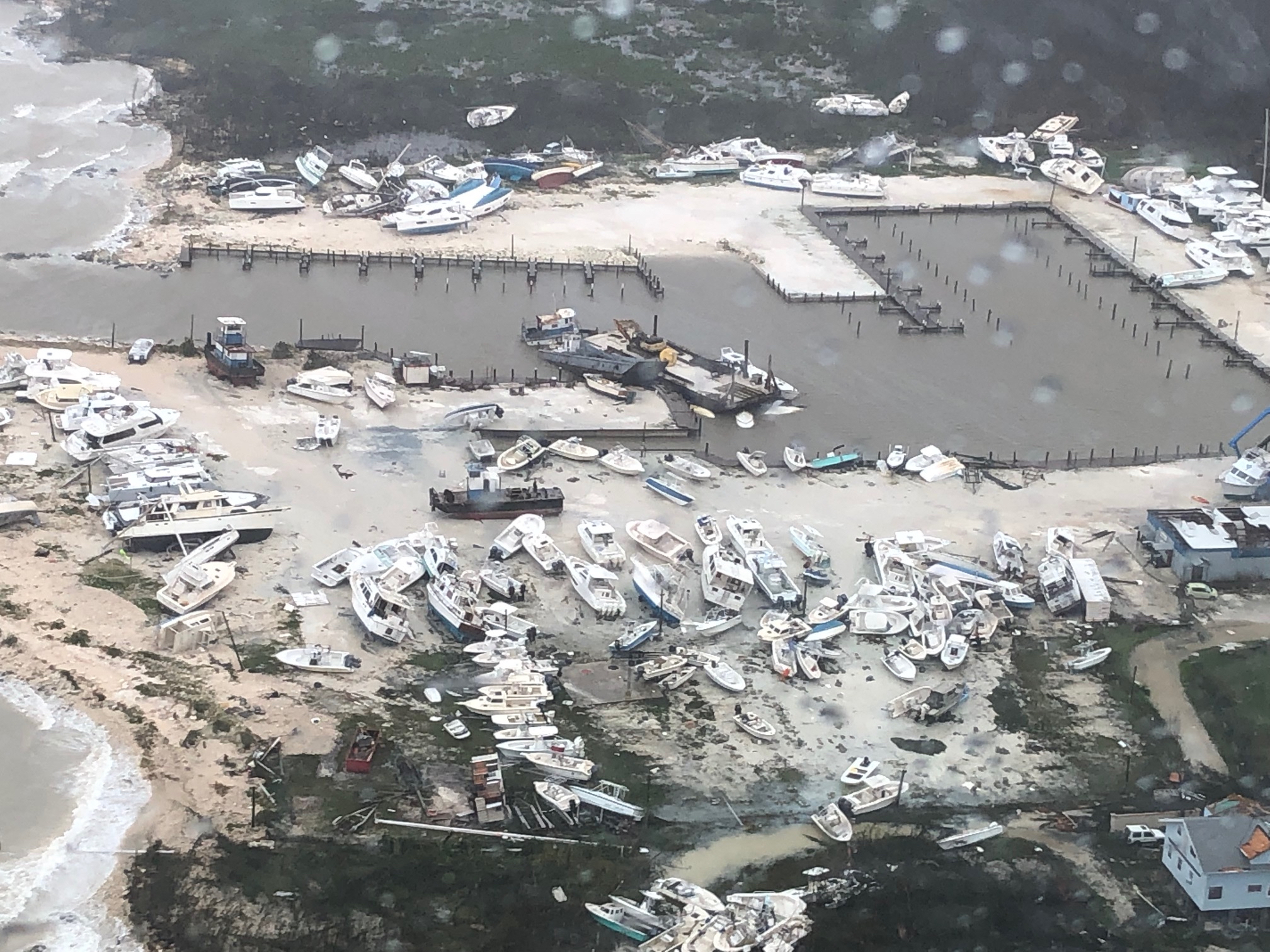
Danni nelle Isole Abaco.

La mattina del 1º settembre i primi venti di uragano hanno iniziato a colpire le Isole Abaco e poche ore più tardi, alle 16:45 UTC, Dorian è approdato come uragano di categoria 5 con venti distruttivi di 295 km/h. Nel frattempo, un'onda di tempesta fino a 7 metri ha interessato le isole. La città di Marsh Harbour è stata duramente colpita, oltre metà delle abitazioni sono state danneggiate o distrutte, molti edifici sono stati interamente scoperchiati, inondazioni diffuse hanno interessato strade e litorali ed anche l'aeroporto cittadino è stato sommerso. Il 2 settembre, la Federazione internazionale delle società di Croce Rossa e Mezzaluna Rossa ha riferito che oltre 13 000 abitazioni erano state danneggiate o distrutte nelle Isole Abaco. Anche a Grand Bahama, dove Dorian è rimasto stazionario per oltre 18 ore, gli effetti dell'uragano sono stati catastrofici, l'aeroporto locale è stato gravemente danneggiato e un'onda di tempesta compresa tra i 6 e i 7,5 metri è stata riportata dal ministro dell'agricoltura Michael Pintard, residente nell'isola. Il pomeriggio del 2 settembre l'isola di New Providence, sede della capitale Nassau, è rimasta senza corrente elettrica. Il 3 settembre, il primo ministro Hubert Minnis ha definito Dorian «la più grande crisi nazionale nella storia del nostro paese». Ad aprile 2020, le vittime confermate sono 74, mentre i dispersi sono 245.

### Stati Uniti
Il 2 settembre, i primi venti hanno iniziato ad interessare la Florida, e alle 18:00 UTC sul pontile di Juno Beach sono state registrate raffiche di vento fino a 78 km/h. Durante il 3 e il 4 settembre, mentre Dorian risaliva verso nord con l'occhio localizzato in mare aperto, venti da tempesta tropicale sono stati registrati lungo gran parte della costa est della Florida, con raffiche fino a 94 km/h nei pressi di St. Augustine. In Carolina del Sud, la mattina del 5 settembre, la stazione meteorologica dell'aeroporto internazionale di Charleston ha registrato venti di 102 km/h; sono stati segnalati diffusi allagamenti, specialmente a Charleston, e più di 270 000 edifici sono rimasti senza corrente elettrica. In Carolina del Nord, dove Dorian è approdato come uragano di categoria 1, sono state registrate raffiche fino a 158 km/h. Nell'isola di Ocracoke diverse persone sono rimaste intrappolate nelle loro abitazioni a causa dell'onda di tempesta, che ha raggiunto i 2 metri, mentre la North Carolina Highway 12 ha subito alcuni danni. In totale, nello stato, più di 190 000 persone sono rimaste senza corrente elettrica. Inoltre, entrambe le Caroline sono state colpite da diversi tornado generati dall'uragano.